# 대한민국 형법 제110조
대한민국 형법 제110조는 외국원수 · 외국사절에 대한 폭행등(폭행 · 협박 · 모욕 · 명예훼손)과 외국의 국기 · 국장의 모독의 처벌에 관한 피해자의 의사를 명시한 형법 각칙의 조문이다.

## 조문
제110조 【피해자의 의사】
제107조 내지 제109조의 죄는 그 외국정부의 명시한 의사에 반하여 공소를 제기할 수 없다.

- 반의사불벌죄를 명시하고 있다.